# Adventure Island: The Beginning
Adventure Island: The Beginning, también conocido en Japón como Takahashi Meijin no Bōken Jima Wii (高橋名人の冒険島Wii La Aventura de la Isla Wii de Maestro Takahashi?), es un videojuego de plataforma lanzada para el WiiWare de Wii en 2009, fue desarrollada por Hudson Soft y es la última entrega en la serie Adventure Island.
- Datos: Q2825390